# Глубинная биосфера
Глубинная биосфера — часть биосферы, которая находится ниже первых нескольких метров поверхности, простираясь не менее чем на 5 километров ниже континентальной поверхности Земли и на 10,5 километров под дном океана. Температура на таких глубинах может достигать 120 °C, что сравнимо с максимальной температурой, при которой был обнаружен метаболически активный организм (гипертермофил Штамм 121). Глубинная биосфера включает в себя все три области жизни и вирусы, её генетическое разнообразие конкурирует с поверхностью.
Первые признаки глубинной жизни были обнаружены при изучении нефтяных месторождений в 1920-х годах, но были признаны влиянием загрязнения. Только методы предотвращения загрязнения, разработанные в 1980-х годах, позволили идентифицировать образцы, как глубинные. В настоящее время образцы собираются в глубоких шахтах и в рамках программ научного бурения в океане и на суше. Для исследований были созданы глубинные обсерватории.
У поверхности живые организмы потребляют органические вещества и дышат кислородом. Ниже, там где эти вещества недоступны, глубинные организмы используют в качестве доноров электронов:
- водород (выделяемый из горных пород в результате различных химических процессов),
- метан (CH4),
- восстановленные соединения серы,
- аммоний (NH4).

Они «дышат» такими акцепторами электронов, как:
- нитраты и нитриты,
- оксиды железа,
- окисленные соединения серы (сульфаты),
- двуокись углерода (CO2).

На больших глубинах очень мало энергии, поэтому обмен веществ в миллион раз медленнее, чем на поверхности. Клетки могут жить тысячи лет до деления, и их возраст не ограничен.
Около 90 % биомассы двух доменов жизни, архей и бактерий принадлежат глубинной биосфере, а сама глубинная биосфера составляет 15 % всей биосферы. В глубинной биосфере намного меньше эукариотов, однако среди них встречаются:
- грибы,
- животные (нематоды, плоские черви, коловратки, кольчатые черви, членистоногие)

Вирусы также присутствуют и заражают микробы.

### Давление

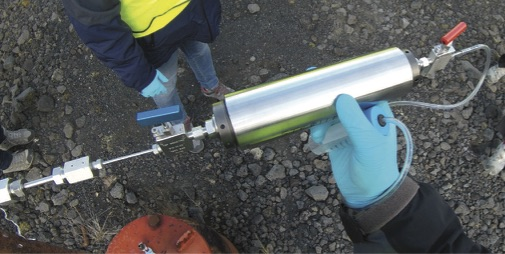
Устройство PUSH50 хранит глубоководные образцы под высоким давлением.

## Определение
Глубинная биосфера — это экосистема организмов и их жизненного пространства в глубинных недрах. Для морского дна рабочим определением глубоких недр является область, не подвергаемая биотурбации животными; обычно эта область начинается на метр ниже поверхности. Для континентов— ниже нескольких метров, не считая почв. Организмы этой зоны иногда называют внутриземными.

## История
В Чикагском университете в 1920-х годах геолог Эдсон Бастин и микробиолог Фрэнк Грир пытались найти объяснение наличию сероводорода и гидрокарбонатов в воде нефтяных месторождений. Эти химические вещества обычно создаются бактериями, но вода поступала с глубины, где температура и давление считались слишком высокими для жизни. Им удалось культивировать анаэробные сульфатредуцирующие бактерии из воды, как доказательство того, что данные химические вещества имеют бактериальное происхождение.
Также в 1920-х годах Чарльз Липман, микробиолог из Калифорнийского университета в Беркли, заметил, что бактерии, которые были запечатаны в бутылках в течение 40 лет, могут быть реанимированы (криптобиоз). Далее, в 1931 году, он стерилизовал образцы угля, смачивал их, измельчал, а затем сумел выделить бактерии из угольной пыли.
«Отцом морской микробиологии» считается Клод Э. Зобель. В 1930-х — 1950-х годах, хотя глубина отбора керна была ограничена, микробы были обнаружены везде, где брались пробы отложений. С увеличением глубины аэробы уступили место анаэробам.

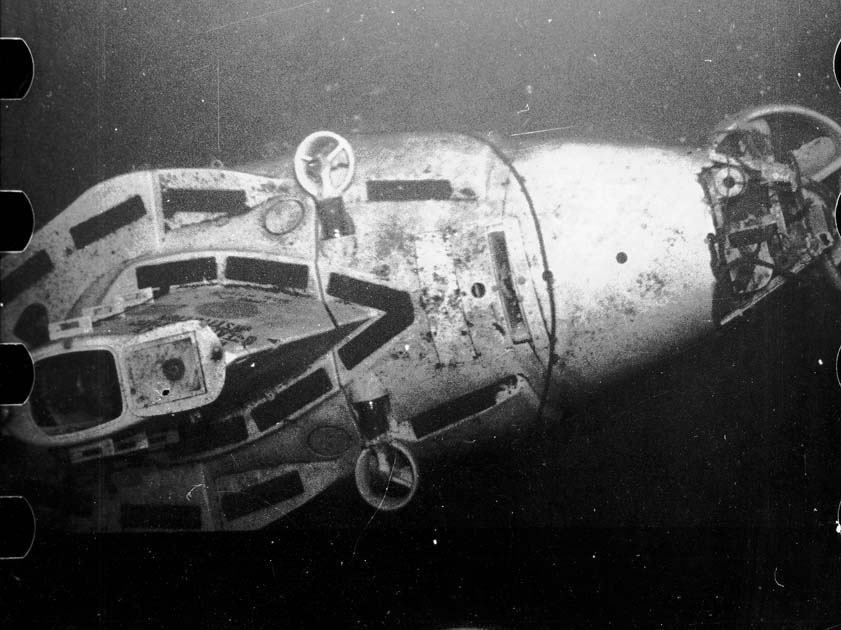
Фотография затонувшего подводного аппарата Алвин, сделанная в 1969 году.

Большинство биологов отнесли подповерхностные микробы к загрязнению. Этому способствовал случай 1968 года, когда экипаж покинул тонувший подводный аппарат «Алвин», бросив свои обеды, а когда затонувший аппарат обследовали, то не обнаружили на обедах признаков микробного разложения. Это укрепило представление о морских глубинах (и, соответственно, о недрах) как о безжизненной пустыне, затормозив изучение глубинной биосферы на десятилетия, за исключением исследований некоторых советских геомикробиологов.
Интерес к подземной жизни возродился с поисками безопасного способа захоронения ядерных отходов Министерством энергетики США, когда Фрэнк Дж. Воббер понял, что микробы под поверхностью могут либо помогать, разлагая захороненные отходы, либо мешать, нарушая герметичность контейнеров. Он составил Программу изучения недр. Для решения проблемы загрязнения было разработано специальное оборудование, позволяющее свести к минимуму контакт между образцом керна и буровым раствором, смазывающим буровое сверло. Кроме того, в жидкость были добавлены компоненты, помогающие определить её проникновение в керн. В 1987 году рядом с Саванна-Ривер было пробурено несколько скважин, и было обнаружено многочисленное разнообразие микроорганизмов, как минимум, на глубине 500 метров под поверхностью.
С 1968 года началось осуществление программ по исследованию океанического дна:
- Проект глубоководного бурения[англ.] (США, 1968—1983)
- Программа океанического бурения[англ.] (1983—2004)
- Международная программа исследования океана[англ.](с 2013 года).

Микробиологи из Бристольского университета сообщили о концентрациях от 10 4 до 10 8 клеток на грамм отложений на глубине до 500 метров (сельскохозяйственные почвы содержат около 10 9 клеток на грамм). Первоначально это было встречено скептически, и им потребовалось четыре года, чтобы опубликовать свои результаты, в 1998 году была опубликована сводка их данных за двенадцать лет в журнале Proceedings of the National Academy of Sciences. Было подсчитано, что до 95 % всех прокариот (архей и бактерий) живут в глубоких недрах, из них 55 % — в морских недрах и 39 % — в земных недрах.
В 2002 году состоялся первый, мотивированный поиск глубоководной жизни, целью было бурение в открытом океане. В 2016 году при бурении морских отложений Нанкайской аккреционной призмы было обнаружено 10 2 вегетативных клеток при температуре 118°С.
Количество сред для микробной жизни на глубине было расширено и стало включать себя:
- глубины океана
- недра Земли
- космос (астробиология)

В 1992 году Томас Голд опубликовал статью «Глубокая, горячая биосфера» и затем книгу «Глубокая горячая биосфера» (1999). Статья 1993 года в газете The New York Times привлекла внимание общественности к глубинной биосфере, в том числе и к астробиологическим гипотезам о том, что в Солнечной системе может быть не менее 10 глубинных биосфер.
Фриман Дайсон написал предисловие к книге Голда 1999 года, а также разместил на YouTube видео по теории глубинной горячей биосферы.
Голд назвал «поверхностным шовинизмом» науку, которая фокусируется только на поверхности Земли, и напомнил о необходимости вовремя менять своё мировоззрение.

## Научные методы
Нынешние успехи в подповерхностной биологии стали возможными благодаря многочисленным достижениям в области технологии сбора образцов, полевого анализа, молекулярной науки, выращивания, визуализации и вычислений.

### Сбор образцов

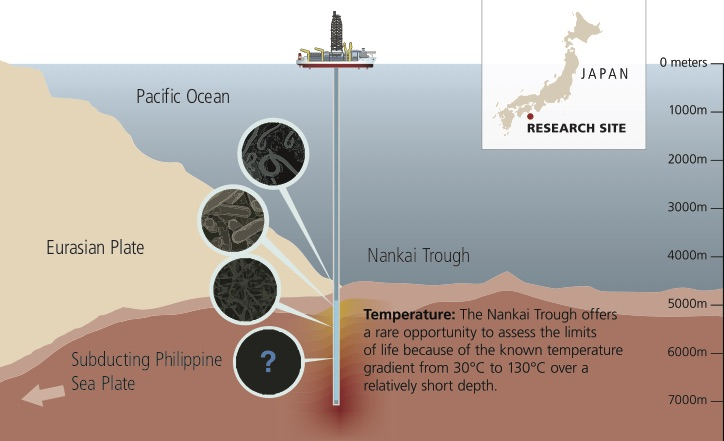
Схема экспедиции на борту японского бурового судна Тикю Хаккэн.

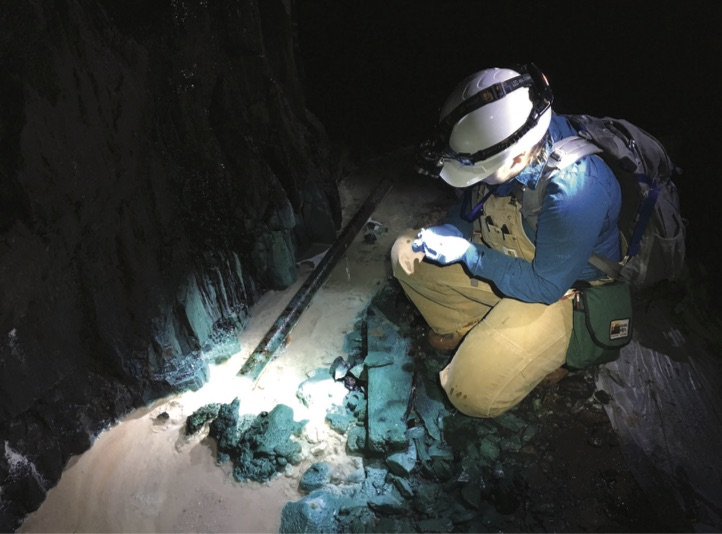
Исследователь берет пробы жидкости из глубокой шахты.

Пробы со дна океана берутся путем бурения скважин и сбора керна. Методы адаптируют к различным типам горных пород, а стоимость бурения ограничивает исследования. Микробиологи осуществляли программы научного бурения на исследовательских судах JOIDES Resolution и Тикю Хаккэн.
Глубинная биосфера исследовалась также в:
- золотых рудниках Южной Африки[27],
- медно-цинковом руднике Пюхясалми[англ.] в Финляндии[28],
- местах захоронения ядерных отходов (Юкка-Маунтин и экспериментальный завод по изоляции отходов в США, Лаборатория твёрдых горных пород  Эспё[англ.] в Швеции, Онкало в Финляндии,
- подземной лаборатории Мон-Терри[англ.] в Швейцарии)[13]

Научному бурению континентальных глубоких недр способствовала Международная программа континентального научного бурения (ICDP).
Чтобы обеспечить непрерывный подземный отбор проб, были разработаны различные виды обсерваторий. На дне океана комплект для перекрытия циркуляции (CORK) закрывает скважину, чтобы перекрыть приток морской воды. Усовершенствованная версия CORK герметизирует пространство между бурильной колонной и стенкой скважины. Существует прибор  для измерения параметров на месте (SCIMPI) в случае обрушения скважины.
В континентальных недрах использовался пакерный метод. В качестве пробоотборников используются пассивные пробоотборники газа, U-образные системы и осмотические пробоотборники газа .
Для поднятия сплошного столба воды используют узкие (менее 50 мм), полиамидные трубки с обратным клапаном.

## Места обитания

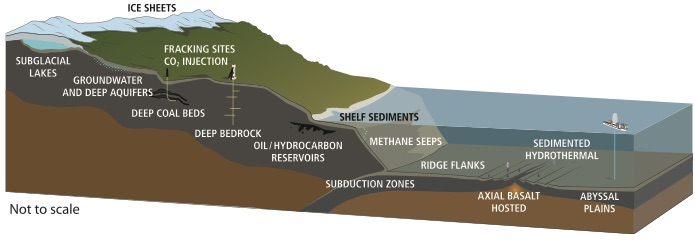
Среды, в которых была обнаружена подземная жизнь.

#### Горные породы

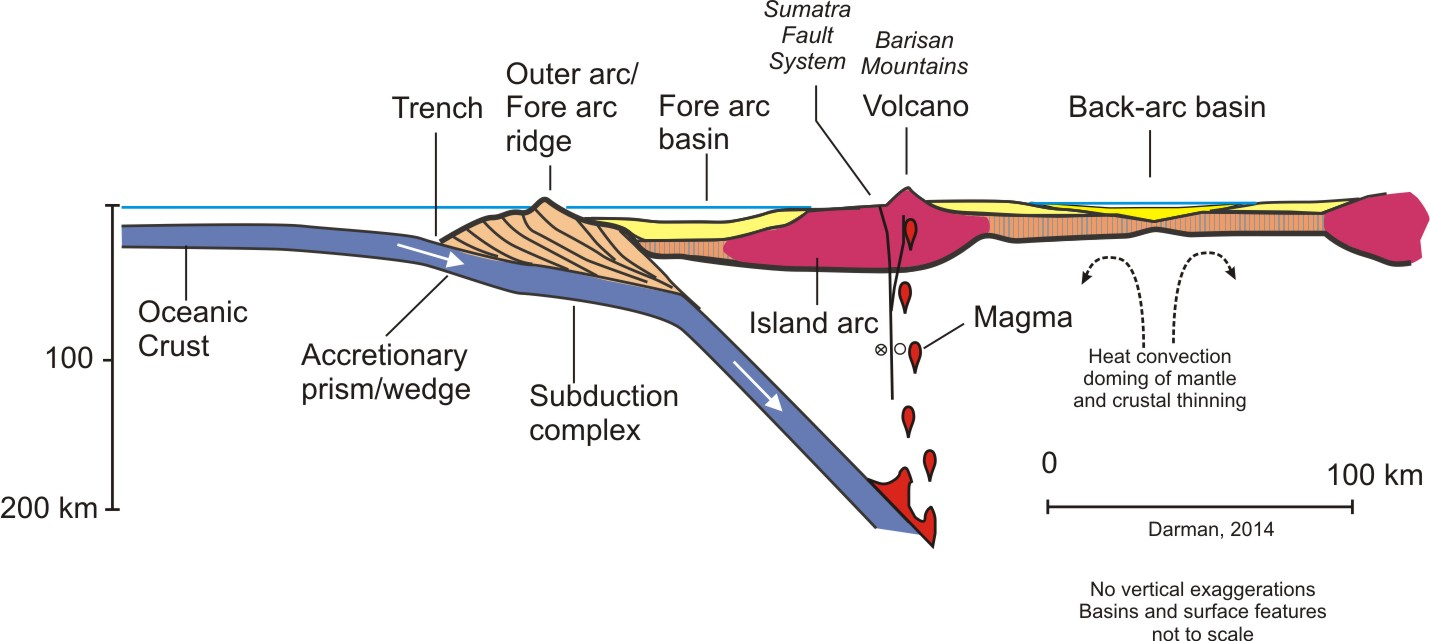
Схема жёлоба Суматра и связанных с ним островных дуг и задуговых регионов

## Экология

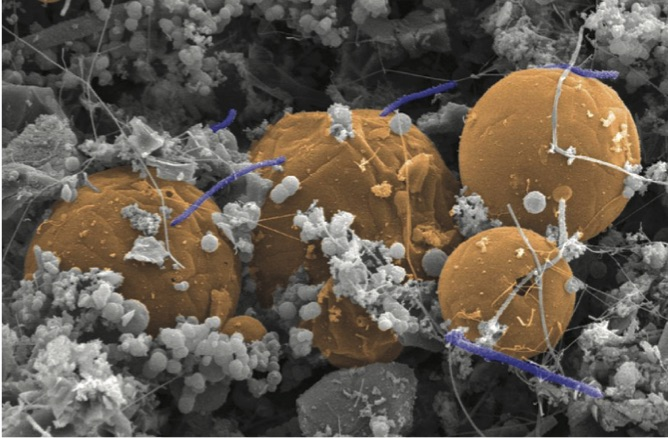
Пурпурные палочковидные клетки длиной в несколько микрон представляют собой Candidatus Desulforudis audaxviator.

### Полевой анализ и манипуляции
В биогеофизике исследуется влияние микробов на свойства геологических материалов. Микробы помечают с помощью стабильного изотопа углерод-13, а затем вводят в землю, чтобы увидеть, куда они попадают. Метод «тяни-толкай» включает закачку жидкости в водоносный горизонт и извлечение смеси закачиваемой жидкости с грунтовыми водами; смесь затем анализируют.

### Молекулярные методы и культивирование
Методы современной молекулярной биологии позволяют извлекать из клеток нуклеиновые кислоты, липиды и белки, секвенировать ДНК, проводить физико-химический анализ молекул с помощью масс-спектрометрии и проточной цитометрии. С помощью этих методов исследуются микробные сообществах, даже если микробы невозможно культивировать. Например, на руднике Ричмонд в Калифорнии ученые использовали Метод дробовика для идентификации четырёх новых видов бактерий, трех новых видов архей (известных как, Архейные ацидофильные наноорганизмы Ричмондских рудников) и 572 белков, уникальных для бактерий.

### Геохимические методы
Глубинные микроорганизмы изменяют химический состав своего окружения, их активность можно оценить, измерив химический состав проб морского дна. Дополнительные методы включают измерение изотопного состава химических веществ или связанных с ними минералов.

## Условия для глубинной жизни
Чтобы жизнь имела метаболическую активность, она должна быть в состоянии использовать процессы, происходящие при воздействии морской воды на породы из мантии, богатые минеральным оливином (образуются серпентиновые минералы и магнетит). Жизнь связана с:
- гидротермальными источниками,
- вулканизмом
- геотермальной активностью.

Другие процессы, которые могут обеспечить среду обитания для жизни, включают развитие фронта валов в рудных телах , субдукцию, образование и разложение клатрата метана, таяние вечной мерзлоты, инфракрасное излучение и сейсмическую активность. Люди также создают новые среды обитания для жизни, в частности, за счет устранения загрязняющих веществ в недрах.